# EFL Bowl III
Navigation
EFL Bowl II EFL Bowl IV
L'European Football League Bowl 2016, abrégée en EFL Bowl III, en français Bowl III de la Ligue Européenne de Football Américain, est la 3e édition de l'European Football League Bowl, la seconde compétition européenne interclubs de football américain organisée par l'IFAF Europe et réservée aux équipes de clubs de la Division II européenne.
Les équipes de la Division I participent au tournoi BIG 6 permettant de remporter l'Eurobowl.

## Équipes participantes
- Dracs de Badalona
- Amsterdam Crusaders
- Huskies de Hambourg
- Kiel Baltic Hurricanes
- Black Panthers de Thonon
- Frankfurt Universe

## Résultats

### Groupe A
| Rang | Équipe                 | Pts | J | G | N | P | Bp | Bc  | Diff |
| ---- | ---------------------- | --- | - | - | - | - | -- | --- | ---- |
| 1    | Amsterdam Crusaders    | 4   | 2 | 2 | 0 | 0 | 95 | 43  | +52  |
| 2    | Kiel Baltic Hurricanes | 2   | 2 | 1 | 0 | 1 | 85 | 64  | +21  |
| 3    | Huskies de Hambourg    | 0   | 2 | 0 | 0 | 2 | 52 | 125 | -73  |

- 9 avril 2016 :

Baltic Hurricanes 24 - 31 Crusaders
- 23 avril 2016 :

Huskies 33 - 61 Baltic Hurricanes
- 7 mai 2016 :

Crusaders 64 - 19 Huskies

### Groupe B
| Rang | Équipe                   | Pts | J | G | N | P | Bp | Bc | Diff |
| ---- | ------------------------ | --- | - | - | - | - | -- | -- | ---- |
| 1    | Francfort Universe       | 4   | 2 | 2 | 0 | 0 | 97 | 7  | +90  |
| 2    | Dracs de Badalona        | 2   | 2 | 1 | 0 | 1 | 53 | 90 | -37  |
| 3    | Black Panthers de Thonon | 0   | 2 | 0 | 0 | 2 | 41 | 94 | -53  |

- 19 mars 2016 :

Dracs de Badalona 46 - 41 Black Panthers
- 7 mai 2016 :

Black Panthers 0-48 Francfort Universe
- 28 mai 2016 :

Francfort Universe 49 - 7 Dracs de Badalona

## EFL Bowl III
- 11 juin 2016 à Francfort au Frankfurter Volksbank Stadion :

Francfort Universe  35 - 21  Amsterdam Crusaders